# Chorwacja na Zimowych Igrzyskach Olimpijskich 1998
Chorwacka reprezentacja na Zimowych Igrzyskach Olimpijskich 1998 liczyła 6 zawodników (2 kobiety i 4 mężczyzn). Reprezentacja Chorwacji miała swoich przedstawicieli w 3, spośród 14 rozgrywanych dyscyplin. Chorwaci nie zdobyli żadnego medalu. Chorążym reprezentacji Chorwacji podczas ceremonii otwarcia igrzysk była narciarka alpejska Janica Kostelić, dla której był to debiut na igrzyskach. Z kolei chorążym podczas ceremonii zamknięcia zawodów był Vedran Pavlek, dla którego był to trzeci i ostatni start w zimowych igrzyskach olimpijskich w karierze. Najmłodszą reprezentantką Chorwacji była 16-letnia Janica Kostelić, a najstarszym reprezentantem 24-letni narciarz alpejski Vedran Pavlek.
Start reprezentacji Chorwacji na Zimowych Igrzyskach Olimpijskich 1998 był trzecim startem na zimowych igrzyskach olimpijskich w historii tej reprezentacji i piątym startem na igrzyskach olimpijskich w ogóle. Najlepszy wynik indywidualnie osiągnęła narciarka alpejska Janica Kostelić, która w konkurencji kombinacji alpejskiej zajęła 8. pozycję, najlepszą w ówczesnej historii startów Chorwatów na zimowych igrzyskach olimpijskich.
Był to pierwszy start Chorwatów na zimowych igrzyskach olimpijskich od czasu zakończenia wojny w Chorwacji, w związku z czym reprezentacja Chorwacji była najliczniejsza w ówczesnej historii oraz dwukrotnie większa niż podczas poprzedniego startu. Były to jednocześnie pierwsze zimowe igrzyska olimpijskie, w których wzięły udział dwie Chorwatki (w roku 1992 była to 1 Chorwatka, a w roku 1994 do zawodów nie zgłoszono żadnej chorwackiej przedstawicielki). Ponadto za sprawą Janicy Kostelić po raz pierwszy Chorwacja wystawiła do startu narciarkę alpejską.

## Statystyki według dyscyplin
Spośród czternastu dyscyplin sportowych, które Międzynarodowy Komitet Olimpijski włączył do kalendarza igrzysk, reprezentacja Chorwacji wzięła udział w trzech. Najliczniejszą reprezentację Chorwacja wystawiła w narciarstwie alpejskim, gdzie wystąpiło czworo chorwackich zawodników (3 mężczyzn i 1 kobieta).
| Lp.     | Sport                 | Mężczyźni | Kobiety | Łącznie |
| ------- | --------------------- | --------- | ------- | ------- |
| 1       | Biegi narciarskie     | 1         | –       | 1       |
| 2       | Łyżwiarstwo figurowe  | –         | 1       | 1       |
| 3       | Narciarstwo alpejskie | 3         | 1       | 4       |
| Łącznie | Łącznie               | 4         | 2       | 6       |

## Konkurencje

### Biegi narciarskie
Chorwację w biegach narciarskich reprezentował jeden mężczyzna. Antonio Rački wystartował w jednej konkurencji – biegu na 10 kilometrów, którego, z powodu choroby, nie ukończył. Był to jego drugi, a zarazem ostatni w karierze start w zimowych igrzyskach olimpijskich. Był to jednocześnie jedyny przypadek w historii startów chorwackich biegaczy narciarskich na zimowych igrzyskach olimpijskich, w którym nie ukończyli oni żadnego biegu, do którego zostali zgłoszeni.

#### Mężczyźni
- Antonio Rački[1]

| Wydarzenie    | Zawodnik      | Finały | Finały  |
| Wydarzenie    | Zawodnik      | Czas   | Miejsce |
| ------------- | ------------- | ------ | ------- |
| Bieg na 10 km | Antonio Rački | DNF    | DNF     |

### Łyżwiarstwo figurowe
Jedyną reprezentantką Chorwacji w łyżwiarstwie figurowym była Ivana Jakupčević. Wystartowała ona w jednej konkurencji – rywalizacji solistek. W programie krótkim zdobyła 78,4 punktów i została sklasyfikowana na 25. pozycji, w związku z czym nie awansowała do programu dowolnego. Był to jej pierwszy i jedyny w karierze start na zimowych igrzyskach olimpijskich. Jakupčević startowała wcześniej wielokrotnie w mistrzostwach świata i Europy, jednak regularnie nie kwalifikowała się do programu dowolnego (jedyny awans do tej fazy zawodów wywalczyła podczas mistrzostw Europy w 1998 roku, kiedy to zajęła 19. pozycję). Jej wynik uzyskany podczas igrzysk w Nagano był jednocześnie wyrównaniem najlepszego wyniku w historii startów Chorwatek w tych zawodach (taką samą pozycję w 1992 roku zajęła Željka Čižmešija).

#### Kobiety
- Ivana Jakupčević[1]

#### Wyniki
| Wydarzenie       | Zawodniczka      | Program krótki | Program krótki | Program dowolny | Program dowolny | W sumie | W sumie |
| Wydarzenie       | Zawodniczka      | Punkty         | Miejsce        | Punkty          | Miejsce         | Punkty  | Miejsce |
| ---------------- | ---------------- | -------------- | -------------- | --------------- | --------------- | ------- | ------- |
| Program solistek | Ivana Jakupčević | 78.4           | 25.            | nq              | nq              | 78.4    | 25.     |

### Narciarstwo alpejskie
W narciarstwie alpejskim Chorwację reprezentowały 4 osoby (3 mężczyzn i 1 kobieta). Wszyscy mężczyźni startowali dwukrotnie. Najlepszy wynik osiągnął Thomas Lödler, który w slalomie gigancie zajął 23. pozycję, a slalomu nie ukończył. Jego rezultat w pierwszej z tych konkurencji był wówczas najlepszym w historii startów chorwackich narciarzy alpejskich na zimowych igrzyskach olimpijskich. Vedran Pavlek dwukrotnie zajął miejsce w czołowej trzydziestce zawodów – w slalomie gigancie był 28., a w supergigancie 30. Był to jego trzeci i ostatni w karierze start na zimowych igrzyskach olimpijskich, a zarazem ostatni start w karierze zawodniczej. W tych samych konkurencjach wystartował Renato Gašpar, który nie ukończył slalomu giganta, a w supergigancie został sklasyfikowany na 32. pozycji. Zarówno dla Gašpara, jak i Lödlera był to pierwszy i jedyny w karierze start w zimowych igrzyskach olimpijskich. W rywalizacji kobiet zadebiutowała Janica Kostelić. Była ona najmłodszą uczestniczką zawodów alpejskich i pierwszą Chorwatką, która wystartowała w olimpijskiej rywalizacji narciarek alpejskich. Wystartowała we wszystkich pięciu konkurencjach. Najlepszy wynik osiągnęła w kombinacji, w której zajęła 8. miejsce, będące wówczas najlepszym wynikiem, a zarazem pierwszym punktowanym miejscem w historii startów reprezentacji Chorwacji w zimowych igrzyskach olimpijskich. Ponadto jej start w zjeździe kobiet był jedynym startem Chorwatki w tej konkurencji w historii zimowych igrzysk olimpijskich.

#### Mężczyźni
- Renato Gašpar
- Thomas Lödler
- Vedran Pavlek[1]

| Slalom        | Thomas Lödler | 57.91   | 26. | DNF     | DNF |         |     |  |  |
| Slalom gigant | Renato Gašpar | DNF     | DNF |         |     |         |     |  |  |
| Slalom gigant | Thomas Lödler | 1:23.26 | 23. | 1:20.95 | 22. | 2:44.21 | 23. |  |  |
| Slalom gigant | Vedran Pavlek | 1:25.61 | 35. | 1:21.93 | 25. | 2:47.54 | 28. |  |  |
| Supergigant   | Renato Gašpar | 1:39.85 |     |         |     |         | 32. |  |  |
| Supergigant   | Vedran Pavlek | 1:39.63 |     |         |     |         | 30. |  |  |

#### Kobiety
- Janica Kostelić[1]

| Wydarzenie    | Zawodniczka     | Zjazd 1. | Msc. 1. | Zjazd 2. | Msc. 2. | W sumie | Miejsce |
| ------------- | --------------- | -------- | ------- | -------- | ------- | ------- | ------- |
| Kombinacja    | Janica Kostelić | 1:31.71  | 18.     | 1:13.52  | 9.      | 2:45.23 | 8.      |
| Slalom        | Janica Kostelić | DNF      | DNF     |          |         |         |         |
| Slalom gigant | Janica Kostelić | 1:23.45  | 25.     | 1:35.94  | 22.     | 2:59.39 | 24.     |
| Supergigant   | Janica Kostelić | 1:19.77  |         |          |         |         | 26.     |
| Zjazd         | Janica Kostelić | 1:31.97  |         |          |         |         | 25.     |